# ネバーデッド
『ネバーデッド』（NeverDead）は、2012年2月2日にコナミデジタルエンタテインメントより発売のXbox 360及びプレイステーション3用サードパーソン・シューティングゲームである。コナミデジタルエンタテインメントと英国のゲームスタジオRebelionの共同制作。プロデューサーは野尻真太。テーマソングをメガデスが提供している。

## イントロダクション
500年前、妻と共に魔王に戦いを挑み、妻を失い、敗れたあげくに不死身にされたデモンハンターがいた。その名はブライス。生きる目的も何もかも失った彼は、失意の中、死ぬことも許されず、下級なデーモンを退治して酒代を稼ぐデモンハンターと化していった。食べる必要すらないのに―。現代。一見平穏な街の影には「悪魔」が元凶とされる事件が勃発していた。その存在は一般の市民には秘匿とされ、NADA（National Anti Demon Agency）により、事件は秘密裏に処理がされていたが、近年その動きは活発化し、不気味な影が忍び寄りつつあった…。（公式サイトより抜粋）